# Frigyes Hollósi
Dans le nom hongrois Hollósi Frigyes, le nom de famille précède le prénom, mais cet article utilise l’ordre habituel en français Frigyes Hollósi, où le prénom précède le nom.
Frigyes Hollósi né le 18 février 1906 à Nagymaros et mort le 15 janvier 1979 à Budapest est un nageur ayant participé aux Jeux olympiques d'été de 1924 à Paris et un rameur ayant participé aux Jeux olympiques d'été de 1936 en huit à Berlin.
Au niveau européen, il est deux fois champion (1933 et 1935), une fois médaille d'argent (1933) et une fois médaille de bronze (1937) ; il est aussi trois fois champion de Hongrie en aviron. Il remporte dix titres nationaux en natation.

## Biographie
Frigyes Hollósi est d'abord nageur dès le lycée. En juin 1924, il établit le record national sur le 200 mètres brasse avec 2 min 57 s (en bassin de 33 mètres). Il remporte plusieurs titres nationaux hongrois : 100 brasse (1925), 200 brasse (1925, 1926, 1927), 400 brasse (1923, 1924) ; relais 3X100 3 nages (le papillon n'a pas encore été inventé) (1925, 1926, 1927). 
Il est donc qualifié pour les Jeux de Paris en 1924 sur le 200 mètres brasse. Son temps de 3 min 6 s 40 lui permet d'accrocher une place en demi-finale,,. Il nage alors un peu plus vite (3 min 5 s 60) mais cela n'est pas suffisant pour entrer en finale,. Frigyes Hollósi est aussi engagé avec l'équipe hongroise sur le relais 4X200 mètres nage libre. Cependant, l'équipe déclare forfait avant les séries.
Frigyes Hollósi se dirige vers l'aviron à partir de 1928 et intègre l'équipe nationale en 1933. Il remporte plusieurs médailles nationales et européennes. Il participe aussi aux Jeux olympiques d'été de 1936 en huit à Berlin. Aux Jeux, si l'équipage hongrois remporte sa série et se qualifie pour la finale, il doit se contenter de la 5e place. Frigyes Hollósi prend sa retraite sportive en 1937. Entraîneur d'aviron après la Seconde Guerre mondiale, il entre à la Fédération hongroise d'aviron dans les années 1950 avant d'en prendre la tête au début des années 1970.